# چشمک (آلبوم تی‌تی‌اس)
چشمک (انگلیسی: Twinkle) اولین آلبوم چندآهنگه از گروه گرلز جنریشن-تی‌تی‌اس است که از ته‌یان، تیفانی و سوهیان تشکیل شده‌است. این آلبوم در ۲۹ آوریل ۲۰۱۲ به صورت دیجیتالی و در ۲ مه ۲۰۱۲ به صورت فیزیکی توسط اس.ام. انترتینمنت منتشر شد.

## پیش زمینه و انتشار
در تاریخ ۱۹ آوریل ۲۰۱۲، اس.ام. از ایجاد گرلز جنریشن-تی‌تی‌اس، به عنوان اولین زیرگروه رسمی گروه ۹ نفرهٔ گرلز جنریشن، خبر داد. آنها در بیانیه‌ای گفتند «این زیر گروه با هدف جلب توجه طرفدارانی با هر نوع سلیقه در موسیقی، اجرا و مد تشکیل شده‌است.» انتشار چشمک نیز در همان کنفرانس مطبوعاتی تأیید شد. تک آهنگ اصلی نیز که «چشمک» نام داشت، همزمان از طریق آی‌تیونز در سطح جهانی منتشر شد. این نسخه شامل یک کتابچه عکس ویژه بود که با نسخه آفلاین آن متفاوت بود.

## تبلیغات و نظر منتقدین
این گروه فعالیتهای تبلیغاتی خود را در ام! شمارش معکوس و در تاریخ ۳ مه آغاز کرد. سپس در دیگربرنامه‌های موسیقی، از جمله بانک موسیقی، هستهٔ موسیقی و اینکی‌گایو نیز شرکت کردند. آنها در همان ماه در کنسرت «سلام و کنسرت باز» شبکهٔ کی‌بی‌اس شرکت کردند. در آخرین هفتهٔ تبلیغات، سویانگ، عضو گرلز جنریشن، یک رقص انفرادی را برای هم‌گروهی‌هایش در آخرین اجرای برنامهٔ هستهٔ موسیقی اجرا کرد. در همان حال هیویئون نیز، یکی دیگر از اعضای گرلز جنریشن، همراه با شریک رقصش در برنامهٔ رقص با ستاره‌ها، در برنامهٔ اینکی‌گایو اجرایی داشت. در تاریخ ۵ ژوئن ۲۰۱۲، نماهنگ دومین تک‌آهنگ گروه «وای خدای من» منتشر شد.
آل‌میوزیک به آلبوم چشمک چهار ستاره از پنج ستاره داد. تک‌آهنگ «چشمک» در لیست۲۰ آهنگ برتر کره‌ای سال ۲۰۱۲ دیوید بوان در مجلهٔ اسپین، در رتبه ۱۴ قرار گرفت.

## فهرست آهنگ
| شماره      | نام                                  | سراینده       | آهنگساز                                                          | تنظیم                                                            | مدت   |
| ---------- | ------------------------------------ | ------------- | ---------------------------------------------------------------- | ---------------------------------------------------------------- | ----- |
| ۱.         | «چشمک»                               | سو جی یون     | بی. فرالی، جی. فرالی، جی. سولیس                                  | بلوار غروب                                                       | ۳:۲۸  |
| ۲.         | «قدمای کوچیک»                        | جوی فکتوری    | جیمی اندرو ریچارد، شان الکساندر، تام راجر، جیمی برنی، یواخیم آلت | جیمی اندرو ریچارد، شان الکساندر، تام راجر، جیمی برنی، یواخیم آلت | ۳:۵۶  |
| ۳.         | «OMG» (وای خدای من)                  | کیم جونگ بائه | کنزی                                                             | کنزی                                                             | ۳:۲۵  |
| ۴.         | «کتابخونه»                           | جو یون کیونگ  | شارون وون، دیدریک تاث، سباستین تاث                               | هیچ‌هیکر                                                          | ۴:۰۳  |
| ۵.         | «خدانگهدار، سلام» (안녕; آن‌یونگ)     | کیم بو مین    | هیچ‌هیکر                                                          | هیچ‌هیکر                                                          | ۳:۵۲  |
| ۶.         | «مجنون عشق» (처음이었죠; چئوم-ایتجو) | کانگ آه دون   | هوانگ چان هی                                                     | PJ                                                               | ۳:۲۶  |
| ۷.         | «کیش و مات» (체크메이트; چک میت)     | کیم بو مین    | هیچ‌هیکر                                                          | هیچ‌هیکر                                                          | ۳:۲۷  |
| مجموع مدت: | مجموع مدت:                           | مجموع مدت:    | مجموع مدت:                                                       | مجموع مدت:                                                       | ۲۵:۳۷ |

## تاریخ انتشار
| کشور          | تاریخ         | قالب           | برچسب توزیع            |
| ------------- | ------------- | -------------- | ---------------------- |
| در سراسر جهان | ۲۹ آوریل ۲۰۱۲ | دانلود دیجیتال | اس.ام.                 |
| کره جنوبی     | ۲ مه ۲۰۱۲     | دیسک کوچک      | اس.ام. کی‌ام‌پی هولدینگز |
| هنگ کنگ       | ۲۵ مه ۲۰۱۲    | دیسک کوچک      | UMG                    |
| تایوان        | ۸ ژوئن ۲۰۱۲   | دیسک کوچک      | UMG                    |